# Старшинам Армии УНР — уроженцам города Киева
Памятник «Старшинам Армии УНР — уроженцам города Киева» (укр. Пам’ятник «Старшинам Армії УНР уродженцям м. Києва») — мемориальный монумент, расположенный во дворе Храма иконы Божией Матери «Неопалимая Купина» УПЦ КП в Оболонском районе Киева, неподалёку от станции метро «Оболонь».
Монумент был открыт 28 мая 2011 года в торжественной обстановке, став первым памятником в украинской столице, посвящённым военным деятелям Украинской Народной Республики.

## Создание памятника
Идея создания памятника, возникшая в 2010 году, принадлежала организации «Героика», позиционирующей себя в качестве «благотворительной инициативы». Эта организация была основана в том же году с целью «популяризация истории Первого (1917—1920-е) и Второго (1939—1950-е) этапов Освободительной Борьбы» на территории Украины. Основными занятиями членов «Героики» являются поиски и охрана воинских захоронений, восстановление и строительство памятников, открытие мемориальных досок, строительство часовен.
Место для установления памятника было определено на территории, принадлежащей храму иконы Божией Матери «Неопалимая Купина» Украинской православной церкви Киевского патриархата, в живописном месте невдалеке от Озера Опечень. Настоятель храма отец Виктор Милейко дал организаторам проекта соответствующее разрешение и сам разработал эскиз монумента.
Между созданием проекта памятника и завершением его строительства прошёл один год. Первоначально на постройку памятника предполагалось потратить в общей сложности 12 000 гривен. Бо́льшая часть средств, необходимых для строительства, была собрана силами общины храма, а недостававшие средства пожертвовали члены благотворительной инициативы «Героика», киевляне: адвокат Дмитрий Гузий, журналист Татьяна Печончик и Орест Сохар. Оставшийся излишек руководство «Героики» решило оставить для воплощения следующего своего проекта — памятника в виде креста на могиле куренного Украинской повстанческой армии Никиты Скубы в Ровненской области.

## Описание
Внешне памятник, изготовленный из бетона и водружённый на гранитный постамент, представляет собой увеличенную копию «Креста Симона Петлюры» — ордена, учреждённого в 1932 году правительством Украинской Народной Республики в изгнании. Согласно положению к ордену, его кавалером мог стать «каждый воин армии УНР и повстанческих формирований, который принимал участие в вооружённой борьбе за освобождение Украины».
У основания креста с четырёх сторон закреплены мемориальные доски, сделанные из камня габбро. На одной из них написано название памятника, на остальных — в алфавитном порядке — имена, даты жизни и воинские звания офицеров УНР родом из Киева, в честь которых установлен мемориал. Высота памятника, включая гранитный постамент, составляет 4 метра, а высота собственно креста — более 2 метров.
В тёмное время суток монумент подсвечивается снизу.

## Церемония открытия
Торжественное открытие памятника было приурочено ко Дню Героев — неофициальному празднику, который отмечается на Украине ежегодно в последнее воскресенье мая. Оно состоялось за день до праздника, 28 мая 2011 года, в 11:00 по киевскому времени.
Мероприятие началось с освящения памятника и панихиды по павшим воинам армии УНР, которые провёл отец Виктор Милейко. Затем перед памятником состоялся небольшой митинг, открытый гражданским активистом и лидером «Героики» Павлом Подобедом. Подобед зачитал биографии многих старшин армии УНР, имена которых высечены на памятнике. Вслед за ним выступил историк Андрей Руккас. Он сказал о том, что возведение памятника имеет значение и лично для него, поскольку один из предков Руккаса был сотником в Армии УНР. Последним слово взял представитель Всеукраинского объединения ветеранов Олесь Гриб. Он упомянул о том, что, по его мнению, на Украине «продолжают господствовать оккупанты», а также вспомнил имена таких противоречивых исторических деятелей, как Ярослав Стецько, Симон Петлюра и Иван Мазепа, что придало его выступлению заметную националистическую окраску.
Участники клуба военно-исторической реконструкции Армии УНР, которые несли почётный караул у памятника с оружием в руках, были одеты в форму, представляющую собой точную копию военной формы солдат УНР, а ещё на некоторых участниках митинга были надеты традиционные украинские вышиванки.
Завершилась торжественная церемония рядом музыкальных выступлений. Для присутствовавших пели церковный хор парафии «Неопалимая Купина» и хор «Гомон», выступили бандурист Ярослав Джусь — полуфиналист второго сезона популярного шоу «Україна має талант», исполнивший две украинских песни, и кобзарь Тарас Компаниченко со стрелецкими песнями. Оба исполнители аккомпанировали себе на бандурах.

Мемориальная доска с названием памятника
Киевляне возлагают цветы к памятнику
Члены клуба военно-исторической реконструкции в военной форме солдат УНР несут почётный караул у монумента
Отец Виктор Милейко освящает памятник

## Список офицеров
В список на мемориальной доске вошли имена 34 офицеров армий УНР и Украинской Державы, которые удалось установить историкам.
| Имя | Портрет | Даты жизни                        | Воинское звание                            | Примечания |
| --- | ------- | --------------------------------- | ------------------------------------------ | --- |
| Николай Иванович Билан (укр. Микола Іванович Білан)                                                               |         | 6 мая 1894 — ?                    | подполковник                               | |
| Николай Григорьевич Блощаневич (укр. Микола Григорович Блощаневич)                                                |         | 29 ноября 1894 — ?                | полковник                                  | |
| Всеволод Владимирович Вишняков (укр. Всеволод Володимирович Вишняков)                                             |         | 1875 — ?                          | подполковник                               | |
| Алексей Семёнович Галкин (укр. Олексій Семенович Галкін)                                                          |         | 29 сентября 1866 — 3 марта 1942   | генерал-полковник                          | |
| Емельян Александрович Гемпель (укр. Омелян Олександрович Гемпель)                                                 |         | 1892 — ?                          | подполковник                               | |
| Павел Павлович Григорович-Барский (укр. Павло Павлович Григорович-Барський)                                       |         | 8 августа 1887 — ?                | подполковник                               | |
| Юрий Алексеевич Дзюбенко (укр. Юрко Олексійович Дзюбенко)                                                         |         | 30 марта 1893 — ?                 | подполковник                               | |
| Николай Дмитриевич Ещенко (укр. Микола Дмитрович Єщенко)                                                          |         | 26 октября 1876 — ?               | генерал-хорунжий                           | |
| Алексей Иванович Жлудкин (Гай-Гаевский) (укр. Олекса Іванович Жлудкін (Гай-Гаєвський))                            |         | 1 февраля 1896 — ?                | подполковник                               | член УВО и ОУН |
| Сергей Иванович Журахов (укр. Сергій Іванович Журахів)                                                            |         | 6 октября 1872 — ?                | полковник                                  | |
| Марк Михайлович Крыжановский (укр. Марко Михайлович Крижанівський)                                                |         | 25 марта 1893 — ?                 | подполковник                               | |
| Александр Степанович Крылов (укр. Олександр Степанович Крилів)                                                    |         | 20 марта 1870 — ?                 | подполковник                               | |
| Александр Кондратьевич Лимаренко-Римаренко (укр. Олександр Кіндратович Лимаренко-Римаренко)                       |         | 23 ноября 1886 — ?                | подполковник                               | |
| Сергей Филиппович Мазарюк (укр. Сергій Пилипович Мазарюк)                                                         |         | 9 сентября 1895 — ?               | подполковник                               | |
| Андриан Фёдорович Марущенко (Марущенко-Богдановский) (укр. Андріан Федорович Марущенко (Марущенко-Богдановський)) |         | 17 августа 1897—1940              | подполковник                               | |
| Евгений Васильевич Мишковский (Мешковский) (укр. Євген Васильович Мишковський)                                    |         | 12 февраля 1882 — 9 июля 1920     | генерал-хорунжий (посмертно)               | |
| Сергей Павлович Морозов (укр. Сергій Павлович Морозов)                                                            |         | 4 сентября 1885 — ?               | полковник                                  | |
| Валентин Николаевич Насонов (укр. Валентин Миколайович Насонів)                                                   |         | 28 мая 1881 — ?                   | полковник                                  | |
| Николай Петрович Панкеев (укр. Микола Петрович Панкєєв)                                                           |         | 7 декабря 1886 — ?                | полковник                                  | военный лётчик Воздушного флота УНР |
| Дмитрий Петрович Переверзев (укр. Дмитро Петрович Переверзів)                                                     |         | 31 января 1868 — 27 октября 1928  | полковник                                  | |
| Всеволод Николаевич Петров (Петрив) (укр. Всеволод Миколайович Петрів)                                            |         | 14 января 1883 — 10 июля 1948     | генерал-хорунжий                           | Помогал штабу Карпатской Сечи в 1939 году, военный министр Украинского Государственного Правления (провозглашено 30 января 1941 года ОУН(р) во Львове), близкий советник командующего УНА генерала Павло Шандрука |
| Николай Рыбачук (укр. Микола Рибачук)                                                                             |         | 6 декабря 1890 — 19 сентября 1966 | подполковник                               | в 1964 году принял священный сан, был настоятелем Церкви Пресвятой Богородицы УПЦ в Клифтоне (США) |
| Михаил Викентьевич Садовский (укр. Михайло Вікентійович Садовський)                                               |         | 29 июля 1887 — 29 декабря 1967    | полковник                                  | |
| Владимир Васильевич Сикевич (укр. Володимир Васильович Сікевич)                                                   |         | 23 августа 1870 — 27 июля 1952    | генерал-хорунжий                           | посол УНР в Венгрии |
| Василий Иванович Сухенко (укр. Василь Іванович Сухенко)                                                           |         | 7 августа 1893 — ?                | сотник                                     | лётчик-дозорный Воздушного флота УНР |
| Михаил Герасимович Ткачук (укр. Михайло Герасимович Ткачук)                                                       |         | 11 августа 1885 — ?               | генерал-хорунжий                           | |
| Владимир Иванович Третьяков (укр. Володимир Іванович Третьяків)                                                   |         | 1882—1945                         | полковник                                  | В українській армії з 1918 р. З 15.02.1919 Начальник штабу 2-ї Подільської кордонної бригади (Кам’янець-Подільський). З 1 лютого до 7 березня 1922 р. командир Окремої кадрової бригади Кордонної охорони та перебував у таборі інтернованих № 10 в м. Каліш, Польща. 23 листопада 1922 р. — голова Кадрової комісії Кордонної охорони. |
| Игорь Васильевич Троцкий (укр. Ігор Васильович Троцький)                                                          |         | 1890 — ?                          | полковник                                  | |
| Николай Александрович Ходорович (укр. Микола Олександрович Ходорович)                                             |         | 6 декабря 1857 — 21 июля 1936     | генеральный значковый (Украинская держава) | |
| Иван Григорьевич Циоха (укр. Іван Григорович Ціоха)                                                               |         | 25 мая 1891 — ?                   | подполковник                               | |
| Михаил Моисеевич Шулаев (укр. Михайло Мусійович Шулаїв)                                                           |         | 1889 — ?                          | полковник                                  | |
| Валентин Иванович Яворский (укр. Валентин Іванович Яворський)                                                     |         | 1874 — ?                          | полковник                                  | |
| Антон Павлович Якубовский (укр. Антін Павлович Якубовський)                                                       |         | 1880 — ?                          | полковник                                  | |
| Анастас Стефанович Ясько (укр. Анастас Стефанович Ясько)                                                          |         | 1896 — 23 ноября 1921             | сотник                                     | и. о. командира сотни Армии УНР во Втором Зимнем походе |

## Реакция в СМИ
В обществе возведение памятника было воспринято неоднозначно. Так, положительные характеристики произошедшему дали такие газеты «Народний Оглядач» и «Iсторична Правда». Другие представители СМИ придерживались противоположной точки зрения. Так, статья об открытии монумента на сайте РИА «Новый Регион» начиналась заголовком: «Город-герой осквернили памятником серожупанникам».